# Hemimont
Hemimont  (latinsko: Provincia Haemimonti, grško: ἐπαρχία Αἱμίμοντος [Éparhía Aìmímontos]), poznorimska iz zgodnja bizantinska provinca v severovzhodni Trakiji. Spadala je v diocezo Trakijo v pretorski prefekturi Vzhod (praefectura praetorio Orientis). Upravljali so je praeses, njeno glavno mesto pa je bil Adrianopol, sedanji Edirne v Turčiji. Rimsko provinco je v 7. stoletju nasledila tema Trakija, kot cerkvena metropolija pa je živela vse do poznega bizantinskega obdobja.

## Vira
- J.B. Bury (1923), History of the Later Roman Empire, II., 1923.
- P. Soustal (1991), Tabula Imperii Byzantini, 6. zvezek: Thrakien (Thrakē, Rodopē und Haimimontos), Dunaj,  Verlag der Österreichischen Akademie der Wissenschaften, ISBN 3-7001-1898-8.. str. 47–49, 63, 126–128.